# Bill Aston
Pour les articles homonymes, voir Aston.
Pas d'image ? Cliquez ici
Bill Aston, né le 29 mars 1900 à Hopton (Staffordshire) et mort le 4 mars 1974 à Lingfield (Surrey), est un ancien pilote automobile britannique. Ce spécialiste de la Formule 3 500 cm³ ne courut qu'occasionnellement en catégorie supérieure. Il a néanmoins disputé un Grand Prix de championnat du monde en 1952, sur une monoplace de sa conception, l'Aston NB41.

## Résultats en championnat du monde de Formule 1
| Saison | Écurie   | Châssis    | Moteur               | Pneus  | GP disputés  | Points inscrits | Classement |
| ------ | -------- | ---------- | -------------------- | ------ | ------------ | --------------- | ---------- |
| 1952   | WS Aston | Aston NB41 | Butterworth 4 à plat | Dunlop | 3 (1 départ) | 0               | non classé |